# Ironton (Wisconsin)
Ironton es una villa ubicada en el condado de Sauk en el estado estadounidense de Wisconsin. En el Censo de 2010 tenía una población de 253 habitantes y una densidad poblacional de 289,86 personas por km².

## Geografía
Ironton se encuentra ubicada en las coordenadas 43°32′39″N 90°8′44″O / 43.54417, -90.14556. Según la Oficina del Censo de los Estados Unidos, Ironton tiene una superficie total de 0.87 km², de la cual 0.87 km² corresponden a tierra firme y (0.89%) 0.01 km² es agua.

## Demografía
Según el censo de 2010, había 253 personas residiendo en Ironton. La densidad de población era de 289,86 hab./km². De los 253 habitantes, Ironton estaba compuesto por el 95.65% blancos, el 0.4% eran afroamericanos, el 0% eran amerindios, el 0% eran asiáticos, el 0% eran isleños del Pacífico, el 0% eran de otras razas y el 3.95% pertenecían a dos o más razas. Del total de la población el 1.58% eran hispanos o latinos de cualquier raza.